# Tarvarius Moore
Tarvarius Brennan Moore (* 16. August 1996 in Shubuta, Mississippi) ist ein US-amerikanischer American-Football-Spieler auf der Position des Safety. Aktuell spielt er für die Chicago Bears in der National Football League (NFL).

## Frühe Jahre
Moore wuchs in Mississippi auf und besuchte die Quitman High School in Quitman, Mississippi. Sein Cousin ist der Basketballspieler Antonio McDyess. An seiner High School war er in der Footballmannschaft aktiv. Allerdings starb kurz vor Beginn seines letzten Schuljahres an der High School seine jüngere Schwester. Nichtsdestotrotz erreichte der Safety und Cornerback mit seinem Team in insgesamt drei Jahren das Finalspiel seiner Liga und wurde ins Second-Team Class 3A All-State gewählt. Nach seinem Highschoolabschluss erhielt Moore trotzdem keine Stipendienangebote von großen Universitäten. Stattdessen entschied er sich, ans Pearl River Community College in Poplarville, Mississippi zu wechseln. Dort war er ebenfalls in der Footballmannschaft aktiv und konnte dort in zwei Jahren insgesamt 72 Tackles, eine Interception sowie einen Touchdown als Kick Returner verzeichnen. Aufgrund seiner guten Leistungen wurde er auch ins First-Team All-Mississippi Association of Community and Junior Colleges gewählt. Nach zwei Jahren dort entschied er sich, an die University of Southern Mississippi in Hattiesburg, Mississippi zu wechseln, um dort College Football in der NCAA Division I FBS zu spielen. Er kam in insgesamt 22 Spielen in zwei Jahren zum Einsatz und konnte dabei 104 Tackles sowie 5 Interceptions verzeichnen, in seinem zweiten Jahr war er auch Stammspieler. Daneben konnte Moore 2016 mit seinem Team den New Orleans Bowl gewinnen.

## NFL
Beim NFL Draft 2018 wurde Moore in der 3. Runde an 95. Stelle von den San Francisco 49ers ausgewählt. Sein NFL-Debüt gab er direkt am 1. Spieltag der Saison 2018 bei der 16:24-Niederlage gegen die Minnesota Vikings. Am 2. Spieltag beim 30:27-Sieg gegen die Detroit Lions konnte er auch seinen ersten Tackle in der Liga verzeichnen. Am 15. Spieltag stand er bei der 9:14-Niederlage gegen die Chicago Bears schließlich erstmals in der Startformation der 49ers. Außerdem konnte er in dem Spiel auch seinen ersten Fumble vom Wide Receiver der Bears Allen Robinson erzwingen. Daraufhin stand er bei der folgenden 32:48-Niederlage gegen die Los Angeles Rams erneut in der Startformation der 49ers. Insgesamt kam Moore in seinem Rookie-Jahr in allen 16 Spielen zum Einsatz, davon zweimal als Starter, und konnte dabei 23 Tackles verzeichnen. Auch in die Saison 2019 startete er zunächst als Stammspieler und kam in den ersten drei Saisonspielen jeweils als Starter zum Einsatz. In der restlichen Regular Season hingegen kam er zumeist nur in den Special Teams zum Einsatz. Da die 49ers in der Saison jedoch 13 Spiele gewannen und nur drei verloren und somit die NFC West gewannen, konnten sie sich für die Playoffs qualifizieren. Dort gab Moore beim 27:10-Sieg der 49ers gegen die Minnesota Vikings in der 2. Runde sein Debüt. Auch das folgende NFC Championship Game gegen die Green Bay Packers konnten sie mit 37:20 gewinnen, sodass sie sich für Super Bowl LIV qualifizierten. Auch in dem Spiel kam er größtenteils in den Special Teams zum Einsatz, allerdings konnte er zum Beginn des 4. Quarters schließlich die erste Interception seiner Profikarriere von Quarterback Patrick Mahomes fangen. Nichtsdestotrotz verloren die 49ers das Spiel mit 20:31.
Auch zu Beginn der Saison 2020 wurde Moore eher in den Special Teams und nur spärlich in der Defense eingesetzt. Dies änderte sich jedoch in der 2. Saisonhälfte, als er in die Startformation als Safety rückte. So konnte er am 16. Spieltag beim 20:12-Sieg gegen die Arizona Cardinals erstmals in seiner Karriere mehr als 10 Tackles in einem Spiel verzeichnen, nämlich insgesamt 11. Allerdings konnten die 49ers nicht an ihre Erfolge der Vorsaison anknüpfen und beendeten das Jahr als letzte in der NFC West.
In der Vorbereitung zur Saison 2021 riss er sich die Achillessehne und verpasste dadurch die komplette Saison. Ohne ihn erreichten die 49ers das NFC Championship Game, welches sie mit 17:20 gegen die Los Angeles Rams verloren. Zur Saison 2022 kehrte er wieder zu den 49ers zurück. Dort kam er aber erneut nur selten in der Defense, dafür aber vermehrt in den Special Teams zum Einsatz. Erneut erreichte er mit seinem Team das NFC Championship Game, diesmal unterlagen sie dabei jedoch mit 7:31 den Philadelphia Eagles.
Am 17. März 2023 nahmen die Green Bay Packers Moore unter Vertrag. Nachdem er sich im ersten Spiel der Preseason eine Knieverletzung zugezogen hatte, wurde er kurz vor Saisonbeginn auf die Injured Reserve List gesetzt. Anschließend einigte Moore sich mit den Packers auf eine Vertragsauflösung.
Am 8. März 2024 nahmen die Chicago Bears Moore unter Vertrag. Er kam vorwiegend in den Special Teams zum Einsatz, wo er in der Saison 2024 7 Tackles erzielte. Am Ende der Saison wurde sein Vertrag um ein Jahr verlängert.

## Karrierestatistiken
| Legende | Legende             |
| ------- | ------------------- |
| Fett    | Karrierehöchstwerte |

### Regular Season
| Saison                             | Team             | Spiele | Spiele  | Tackles                         | Tackles                         | Tackles                         | Tackles                         | Interceptions                   | Interceptions                   | Interceptions                   | Interceptions                   | Interceptions                   | Interceptions                   | Fumbles                         | Fumbles                         | Fumbles                         |
| Saison                             | Team             | Gesamt | Starter | Gesamt                          | Solo                            | Assist                          | Sacks                           | PD                              | Int                             | Yards                           | Durchschnitt                    | Lang                            | TD                              | FF                              | FR                              | TD                              |
| ---------------------------------- | ---------------- | ------ | ------- | ------------------------------- | ------------------------------- | ------------------------------- | ------------------------------- | ------------------------------- | ------------------------------- | ------------------------------- | ------------------------------- | ------------------------------- | ------------------------------- | ------------------------------- | ------------------------------- | ------------------------------- |
| 2018                               | 49ers            | 16     | 2       | 23                              | 20                              | 3                               | 0,0                             | 2                               | 0                               | 0                               | 0,0                             | 0                               | 0                               | 1                               | 0                               | 0                               |
| 2019                               | 49ers            | 16     | 3       | 25                              | 16                              | 9                               | 0,0                             | 3                               | 0                               | 0                               | 0,0                             | 0                               | 0                               | 0                               | 0                               | 0                               |
| 2020                               | 49ers            | 16     | 8       | 52                              | 37                              | 15                              | 0,0                             | 1                               | 0                               | 0                               | 0,0                             | 0                               | 0                               | 1                               | 1                               | 0                               |
| 2021                               | 49ers            | 0      | 0       | Verletzungsbedingt ohne Einsatz | Verletzungsbedingt ohne Einsatz | Verletzungsbedingt ohne Einsatz | Verletzungsbedingt ohne Einsatz | Verletzungsbedingt ohne Einsatz | Verletzungsbedingt ohne Einsatz | Verletzungsbedingt ohne Einsatz | Verletzungsbedingt ohne Einsatz | Verletzungsbedingt ohne Einsatz | Verletzungsbedingt ohne Einsatz | Verletzungsbedingt ohne Einsatz | Verletzungsbedingt ohne Einsatz | Verletzungsbedingt ohne Einsatz |
| 2022                               | 49ers            | 13     | 0       | 8                               | 7                               | 1                               | 0,0                             | 0                               | 0                               | 0                               | 0,0                             | 0                               | 0                               | 0                               | 0                               | 0                               |
| 2023                               | Packers          | 0      | 0       | ohne Einsatz                    | ohne Einsatz                    | ohne Einsatz                    | ohne Einsatz                    | ohne Einsatz                    | ohne Einsatz                    | ohne Einsatz                    | ohne Einsatz                    | ohne Einsatz                    | ohne Einsatz                    | ohne Einsatz                    | ohne Einsatz                    | ohne Einsatz                    |
| 2024                               | Bears            | 11     | 0       | 7                               | 7                               | 0                               | 0,0                             | 0                               | 0                               | 0                               | 0,0                             | 0                               | 0                               | 0                               | 0                               | 0                               |
| Gesamte Karriere                   | Gesamte Karriere | 72     | 13      | 115                             | 87                              | 28                              | 0,0                             | 6                               | 0                               | 0                               | 0,0                             | 0                               | 0                               | 2                               | 1                               | 0                               |
| Quelle: pro-football-reference.com |                  |        |         |                                 |                                 |                                 |                                 |                                 |                                 |                                 |                                 |                                 |                                 |                                 |                                 |                                 |

### Postseason
| Saison                             | Team             | Spiele | Spiele  | Tackles                         | Tackles                         | Tackles                         | Tackles                         | Interceptions                   | Interceptions                   | Interceptions                   | Interceptions                   | Interceptions                   | Interceptions                   | Fumbles                         | Fumbles                         | Fumbles                         |
| Saison                             | Team             | Gesamt | Starter | Gesamt                          | Solo                            | Assist                          | Sacks                           | PD                              | Int                             | Yards                           | Durchschnitt                    | Lang                            | TD                              | FF                              | FR                              | TD                              |
| ---------------------------------- | ---------------- | ------ | ------- | ------------------------------- | ------------------------------- | ------------------------------- | ------------------------------- | ------------------------------- | ------------------------------- | ------------------------------- | ------------------------------- | ------------------------------- | ------------------------------- | ------------------------------- | ------------------------------- | ------------------------------- |
| 2019                               | 49ers            | 3      | 0       | 0                               | 0                               | 0                               | 0,0                             | 2                               | 1                               | 7                               | 7,0                             | 7                               | 0                               | 0                               | 0                               | 0                               |
| 2021                               | 49ers            | 0      | 0       | Verletzungsbedingt ohne Einsatz | Verletzungsbedingt ohne Einsatz | Verletzungsbedingt ohne Einsatz | Verletzungsbedingt ohne Einsatz | Verletzungsbedingt ohne Einsatz | Verletzungsbedingt ohne Einsatz | Verletzungsbedingt ohne Einsatz | Verletzungsbedingt ohne Einsatz | Verletzungsbedingt ohne Einsatz | Verletzungsbedingt ohne Einsatz | Verletzungsbedingt ohne Einsatz | Verletzungsbedingt ohne Einsatz | Verletzungsbedingt ohne Einsatz |
| 2022                               | 49ers            | 3      | 0       | 2                               | 1                               | 1                               | 0,0                             | 0                               | 0                               | 0                               | 0,0                             | 0                               | 0                               | 0                               | 0                               | 0                               |
| Gesamte Karriere                   | Gesamte Karriere | 6      | 0       | 2                               | 1                               | 1                               | 0,0                             | 2                               | 1                               | 7                               | 7,0                             | 7                               | 0                               | 0                               | 0                               | 0                               |
| Quelle: pro-football-reference.com |                  |        |         |                                 |                                 |                                 |                                 |                                 |                                 |                                 |                                 |                                 |                                 |                                 |                                 |                                 |